# Papir de Wilbour
El Papir de Wilbour és un papir adquirit pel periodista de Nova York Charles Edwin Wilbour quan va visitar l'illa de Elephantine propera a Aswan el 1893. Allà va adquirir disset papirs d'un pagès local. No es va adonar de la importància del seu descobriment i quan va morir en un hotel a París les seves pertinences, incloent els papirs (entre aquests el Brooklyn Papir i el Elephantine Papir), van ser posades dins emmagatzematge per l'hotel i no van ser retornades a la seva família fins gairebé mig segle després. A petició de la seva vídua, van ser donats al Museu de Brooklyn .

## Història
Les dates del papir són del quart any de regnat de Ramesès V. El text és escrit en hieràtic i és un catàleg de textos administratius d'Egipte antic, amb inventaris i càrrecs de les terres de l'Egipte Mitjà que "varia pel voltant de Crocodilopolis (Faiyum) del sud fins a prop la ciutat moderna de Minya, cobrint una distància d'aproximadament de 90 milles."

## Composició i contingut
El papir consta de dues parts A i B.
Text A: Aquest consisteix en més de 4500 línies, 102 columnes i 279 productes. Els paràgrafs estan dividits en quatre seccions que corresponen a quatre dates diferents d'escriure informes. Cada un consisteix d'un total de 96 elements i comencen amb el règim legal de la terra i aquells connectats a ella: un directori de trames de la terra amb la seva mida i ubicació, nom i ús de l'impost que cobrava la persona associada en forma d'una porció de la collita.
Text B: Les institucions dels camps van ser dividides a unitats administratives diferents o àrees on l'administrador era normalment un agent o sacerdot.
El text revela que la majoria de la terra d'Egipte era sota el control dels temples de Amun que també encapçalen les finances del país .